# 38 Brygada Pancerna (ZSRR)
38 Brygada Pancerna (ros. 38-я легкотанковая бригада) – pancerny związek taktyczny Armii Czerwonej.

## Działania bojowe
Brygada wzięła udział w kampanii wrześniowej w składzie 6 Armii.
Przed planowaną inwazją na Polskę ześrodkowała się w m. Podwysokie. 17 września 1939 przekroczyła granicę państwową i do końca dnia osiągnęła rejon Tarnopola. W kolejnych dwóch dniach maszerowała pod Lwów i 22 września uderzyła na miasto. W czasie walk zginęło 2 i raniono 2 krasnoarmiejców, uszkodzono 1 czołg. 25 września brygada pomaszerowała na Sokal, a  29 września ześrodkowała się w Zamościu.
W dniu agresji na Polskę brygada posiadała 141 czołgów T-26, 4 czołgi T-38  i 4 samochody pancerne.
Do działań wyprowadziła 145 wozów bojowych. Po ich zakończeniu pozostało 89 sprawnych wozów. Na trasach marszu pozostawiono 56 wozów bojowych. Zginęło 6 żołnierzy, a 5 zostało rannych.
Według meldunku dowódcy 38 BPanc kombriga P.W. Wołocha brygada wzięła do niewoli 1520 oficerów i 27 727 żołnierzy polskich. Zdobyła 11 czołgów i 17 samolotów.

## Struktura organizacyjna
W 1939
- 53 batalion czołgów
- 55 batalion czołgów
- 61 batalion czołgów
- 79 batalion czołgów
- 271 batalion remontowy

## Dowódcy dywizji
- kombrig Piotr Wołoch (był w 1939)[5]